# Huize Duinrell

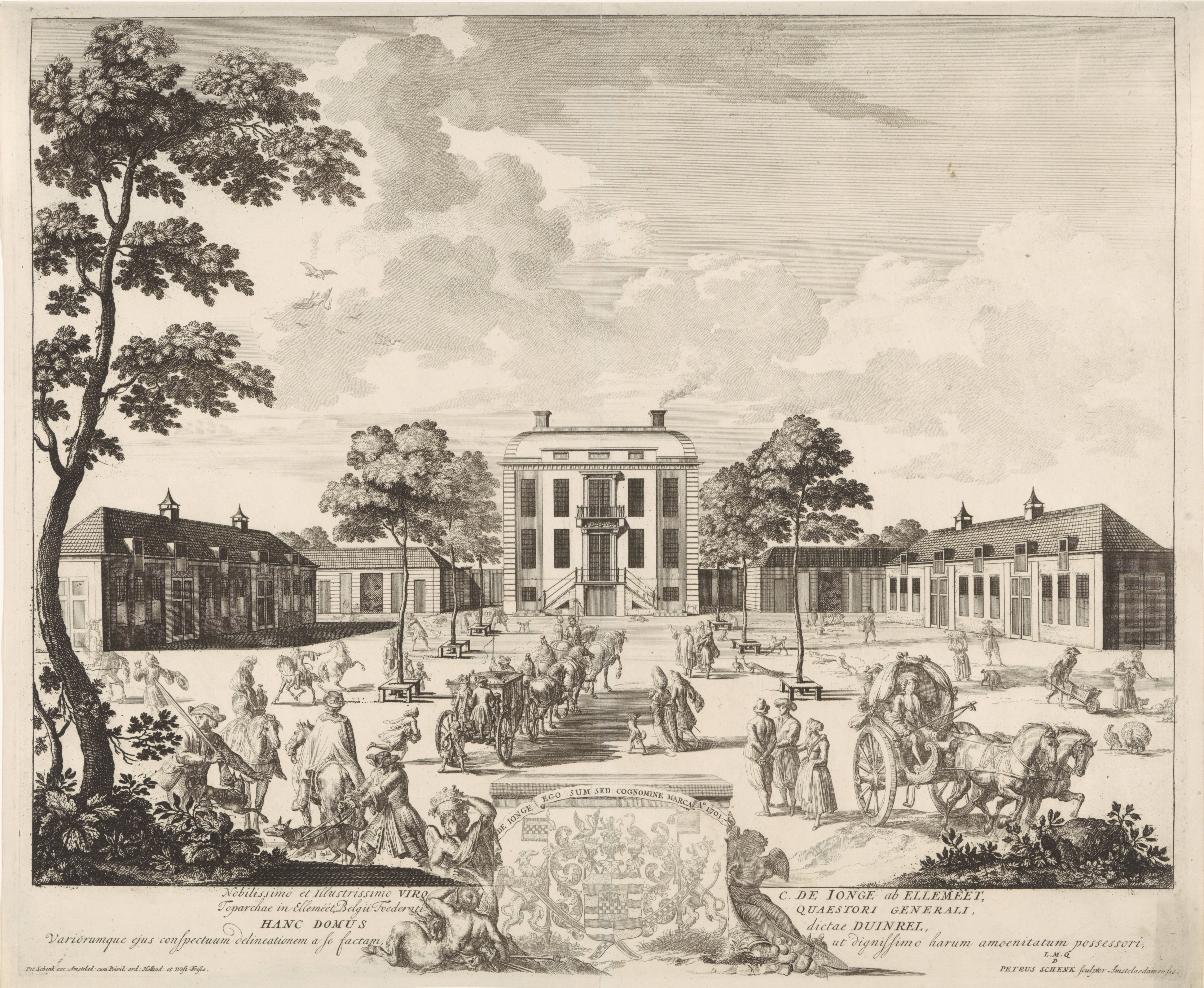
Buitenplaats Duinrell in 1701

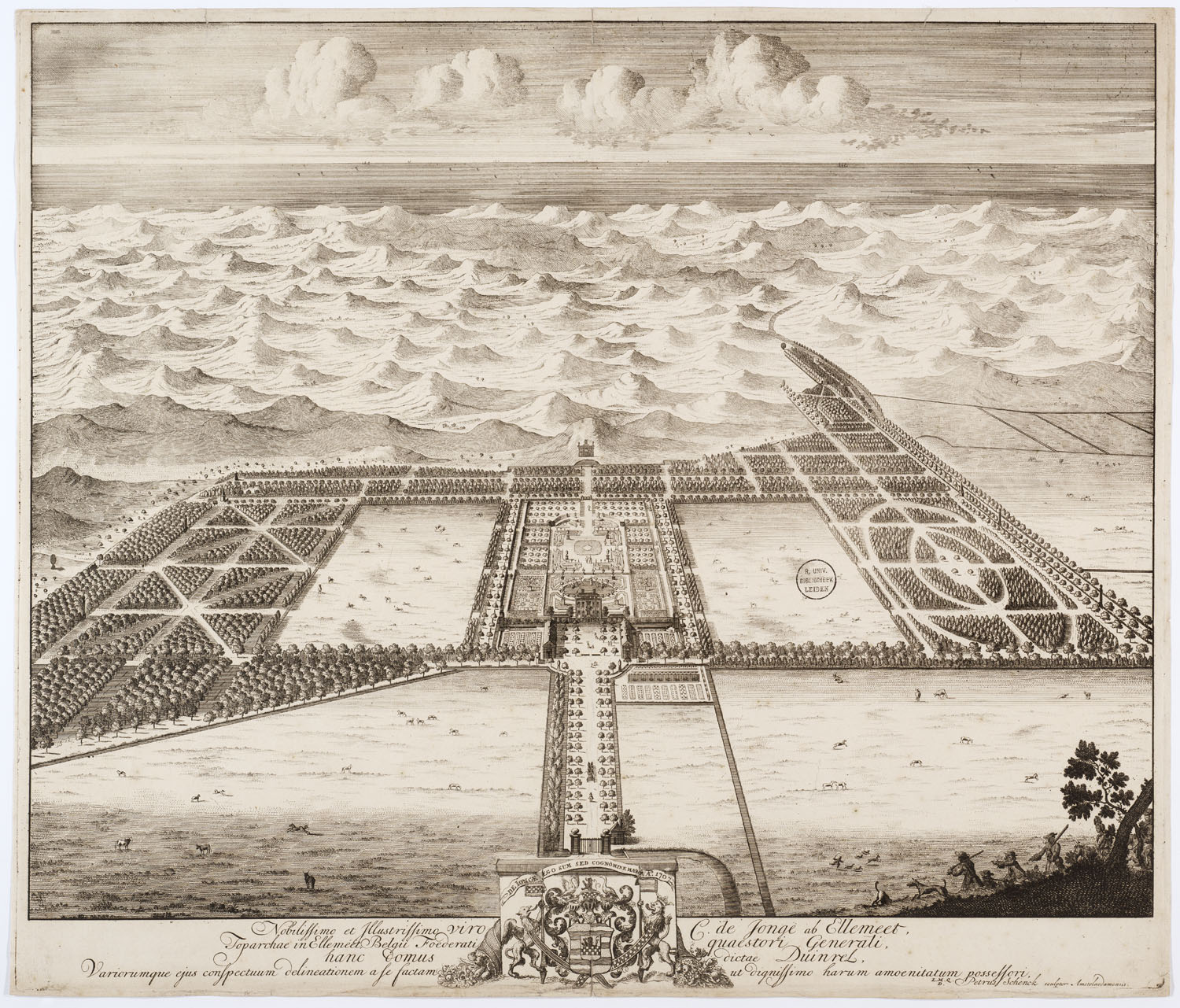
Landgoed Duinrell

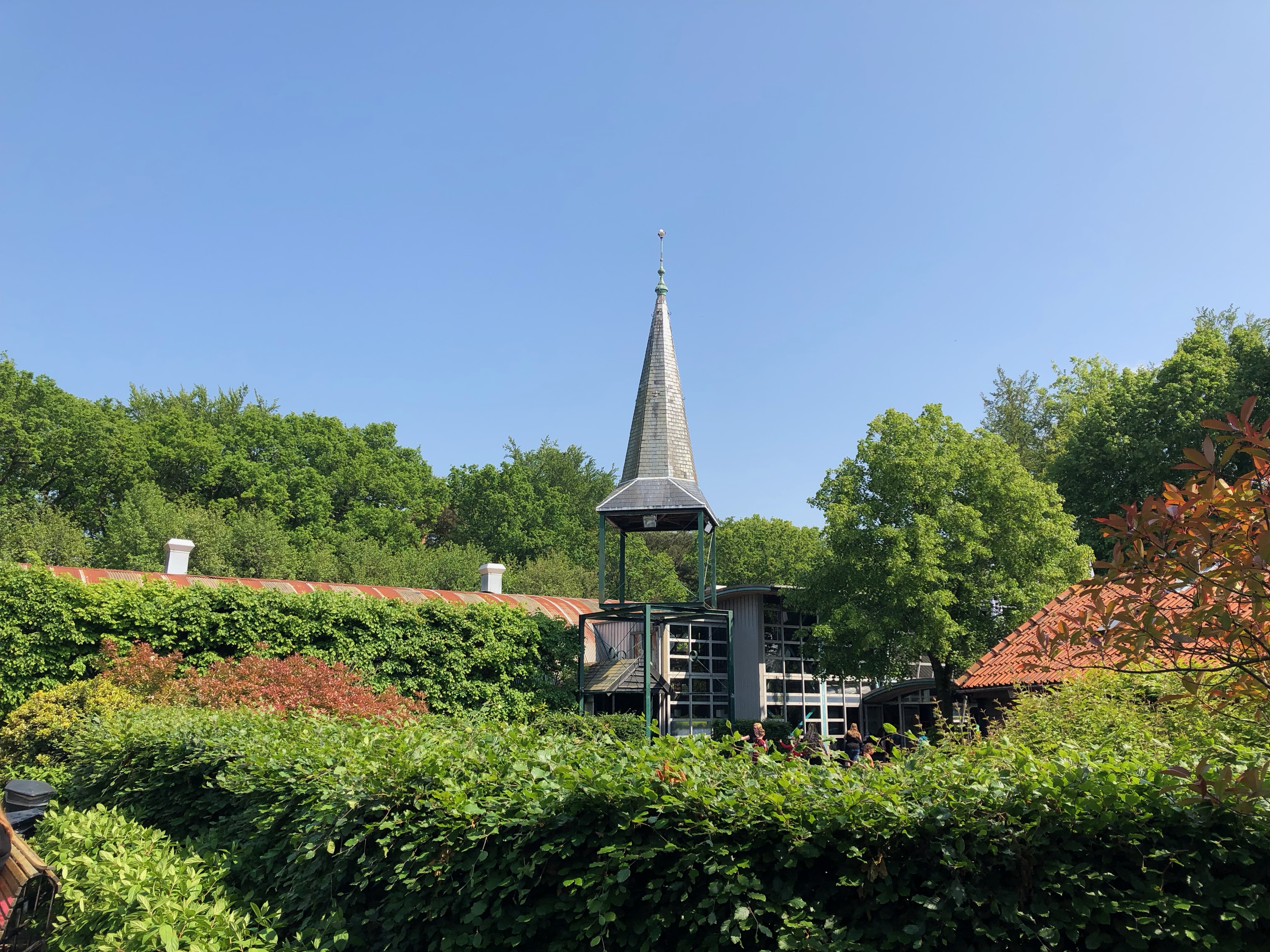
Behouden torentje

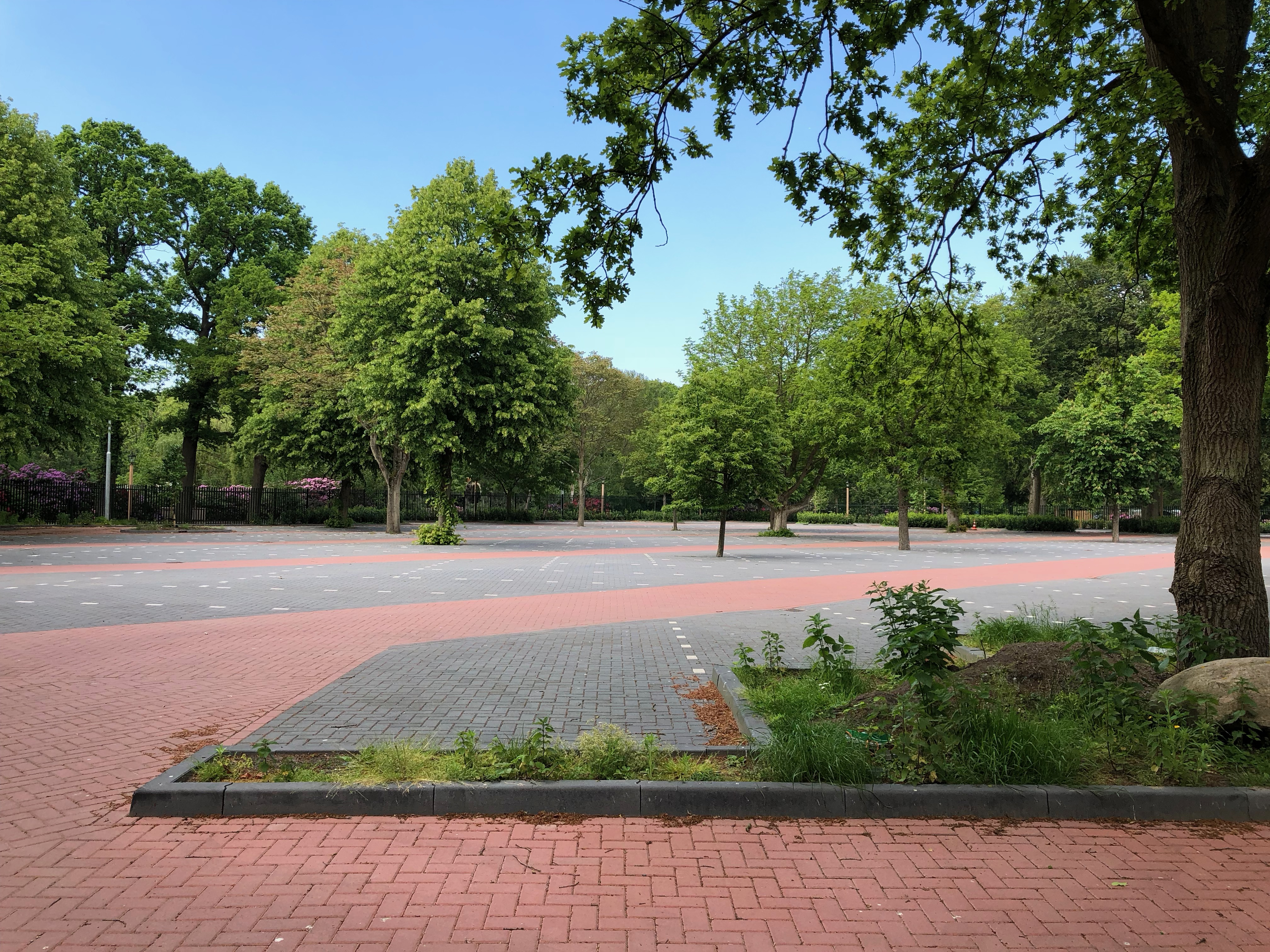
Voormalig terrein van huis Duinrell als parkeerterrein

Landgoed Duinrell is een Nederlands landgoed in de Nederlandse gemeente Wassenaar. Het landgoed heeft tegenwoordig een oppervlakte van 110 hectare en wordt geëxploiteerd door het recreatiebedrijf Duinrell.
Het landgoed is gelegen aan het Rijksdorp tegen Meijendel en de zeeweg naar de Wassenaarse Slag aan. Op het landgoed bevindt zich de hoogste duin van Zuid-Holland. Het terrein bevindt zich op een landschappelijk overgangsgebied van een jong duinlandschap, strandwallen en strandvlaktenlandschap en een jong zeekleilandschap.

## Geschiedenis
Het landgoed is ontstaan vanuit de boerderij Duinrell (ook bekend als Oudt Duynrell en als Huys ter Duyn) die in bezit kwam van Cornelis de Jonge van Ellemeet. De boerderij was vernoemd naar uit de duinen afkomstig kwelwater, dat een stroompje vormde: een duinrel. In de 17e eeuw werd een duinsloot aangelegd om dit "overtollige" kwelwater af te voeren.
De Jonge liet tussen 1680 en 1682 huize Duinrell met twee bouwhuizen met tuinen aanleggen naar ontwerp van de hofarchitect van stadhouder-koning Willem III, Jacobus Roman. Om het buitenhuis heen lagen een aantal tuinen met vijvers, plantsoenen, fonteinen en hagen. Aan de overige zijden van de tuin lagen zogeheten "bosweiden". Aan de zijkanten bestonden deze uit sterrenbossen en aan de achterzijde lag een beukenbos.

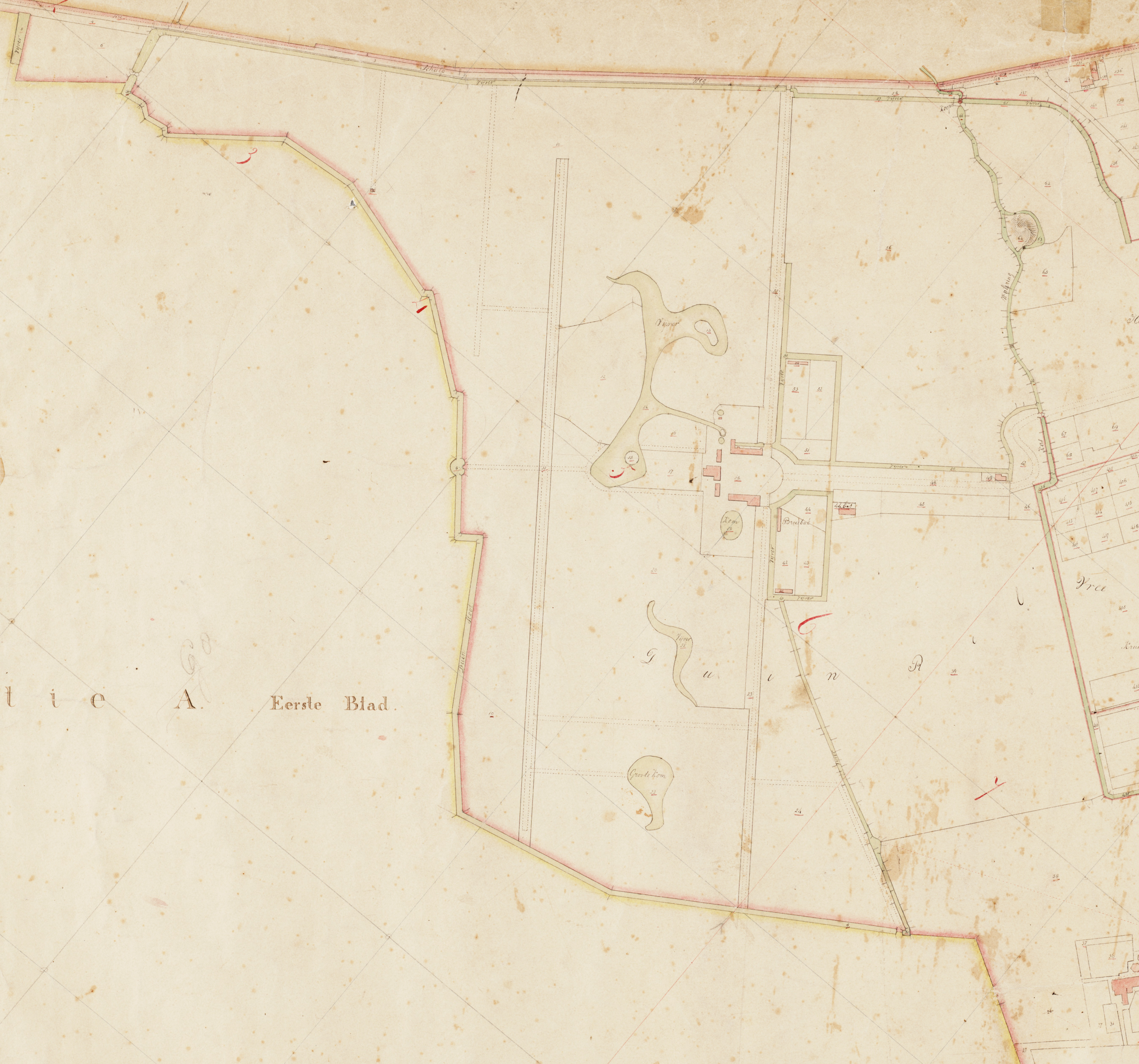
Minuutplan van Duinrell rond 1822 met de aangebrachte waterpartijen.

Vanaf 1822 tot 1920 is de classicistische tuinaanleg in vier fasen vervangen door een landschappelijke stijl. In 1822 werd achter en ten westen van het huis een slingervijver en vijvers aangebracht. Rond 1860 is hier mogelijk door J.D. Zocher jr en rond 1890 door L.P. Zocher aan gewerkt. Van dit laatste tuinontwerp zijn nog delen aanwezig.
In 1894 werd een oranjerie aangelegd. In 1900 werden vanuit Meijendel twee schaapskooien overgeplaatst en op het landgoed geplaatst. In 1929 werd 15 hectare bij de dorpskern verkocht aan de gemeente die er een woonwijk aanlegde. In 1931 werd het landgoed om fiscale redenen ondergebracht onder de Natuurschoonwet en zodoende in 1935 opengesteld voor publiek. Het landhuis en de omringende tuin bleef hierbij afgesloten voor publiek en werd in de zomer verhuurd aan rijke Amerikanen waaronder John D. Rockefeller jr.. Door de jaren heen werd het huis steeds uitgebreid, waarvan in de negentiende eeuw het huis het meeste werd uitgebreid.

## Tweede Wereldoorlog

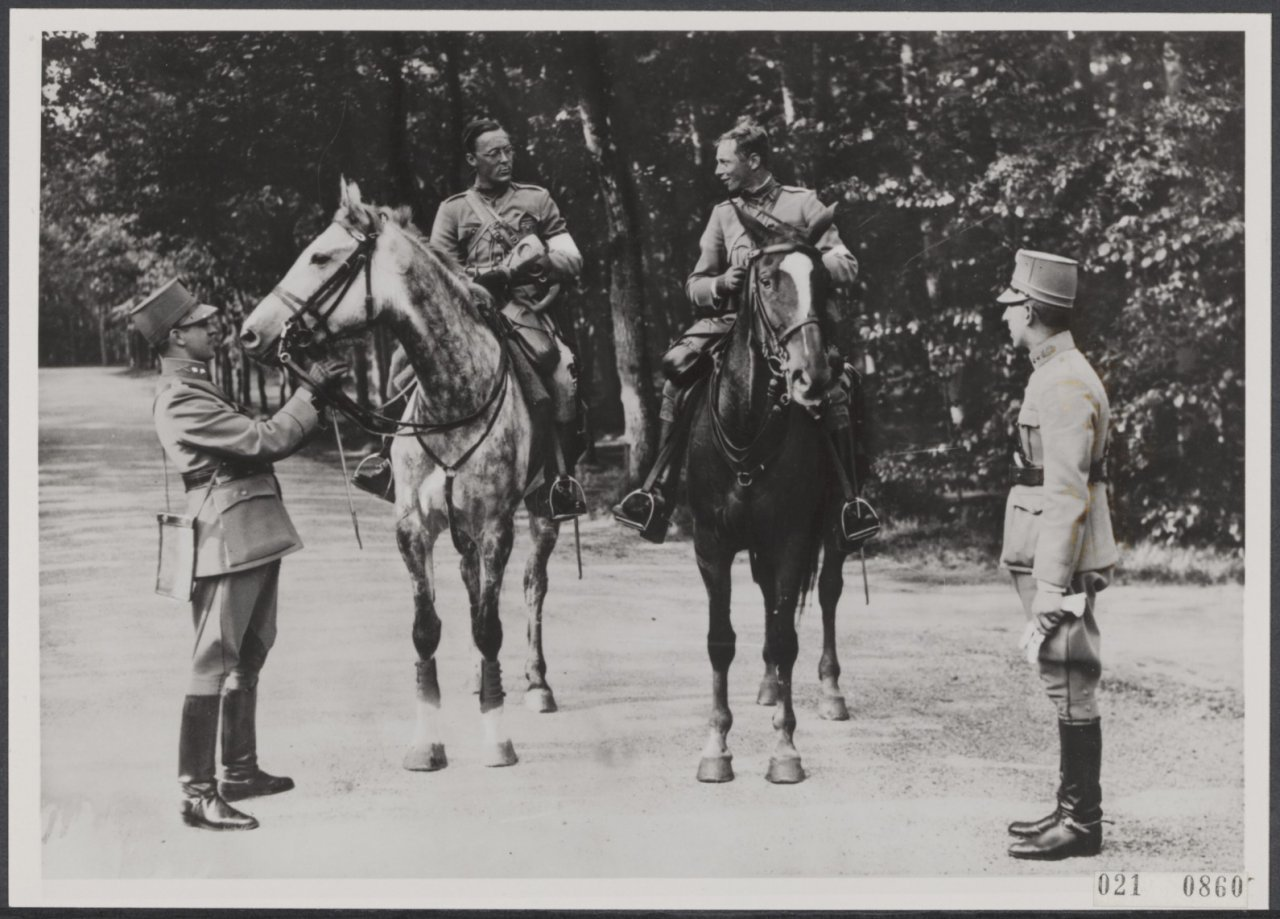
Een militaire cross country voor officieren van het Eerste Leger corps met Prins Bernhard in Duinrell op 3 mei 1940, een week voor de Duitse aanval op Nederland.

In de Tweede Wereldoorlog leek het er op dat de eigenaren, een lid van de familie Van Pallandt en de echtgenoot, een lid van de familie Van Zuylen van Nijevelt, het huis konden blijven bewonen, maar zij moesten in 1942 het huis verlaten ten behoeve van de Duitse bezetters. De familie bleef op het landgoed wonen, in boerderij Oud-Duinrell; het huis werd verhuurd aan dr. dr. Friedrich Wimmer, Generalkommissar für Verwaltung und Justiz en tweede man na Arthur Seyss-Inquart tijdens de Duitse bezetting. In 1943 werd het gebied te gevaarlijk en vertrokken de Wimmers en nam de SS bezit van het huis.

## Transformatie tot camping en attractiepark
Na de Tweede Wereldoorlog keerde de familie niet meer terug naar het landhuis maar ging het verhuren, onder andere aan Paul Citroen. In 1966 adviseerde de Monumentenraad het landgoed Duinrell voor te dragen als rijksmonument. Zowel de gemeente als de eigenaar maakten bezwaar tegen een mogelijke plaatsing.
Sinds 1976 is een deel van het landgoed in gebruik als waterwingebied. In 1986 werd het landhuis afgebroken. De afbraak kwam er vanwege het achterstallig onderhoud, de kostbaarheid van renovatie en de vrees dat het huis een rijksmonument zou kunnen worden. Duinrell probeerde aanvankelijk het huis nog een bestemming te geven als attractie (spookkasteel), wat uiteindelijk te duur bleek.
Vanuit het huis zijn de meubels, schilderijen, deuren en de schouw overgebracht naar de boerderij. Van het exterieur bleef het dak van de toren bewaard en werd opgesteld op een ijzeren raamwerk bij de ingang van Rick's Fun Factory.

## Bestemmingsplan
Het bestemmingsplan schrijft onder meer voor:
- Vijf zichtlijnen vanuit de locatie van het voormalige landhuis, naar onder meer de entree en de uitkijktoren.[7] Bij nieuwe gebouwen, andere bouwwerken en beplanting moet hiermee rekening worden gehouden. Voor de locatie waar de lijnen samenkomen hebben burgemeester en wethouders van Wassenaar de wijzigingsbevoegdheid om de bouw van een centraal gebouw toe te staan.
- Beperking van hoogte en oppervlak van gebouwen en andere bouwwerken.
- Indeling van het terrein in 17 bestemmingen, waarvan gedeelten als dubbelbestemming hebben waterwinning. Zo mogen bijvoorbeeld geen attracties worden aangelegd in het duinbosgebied.

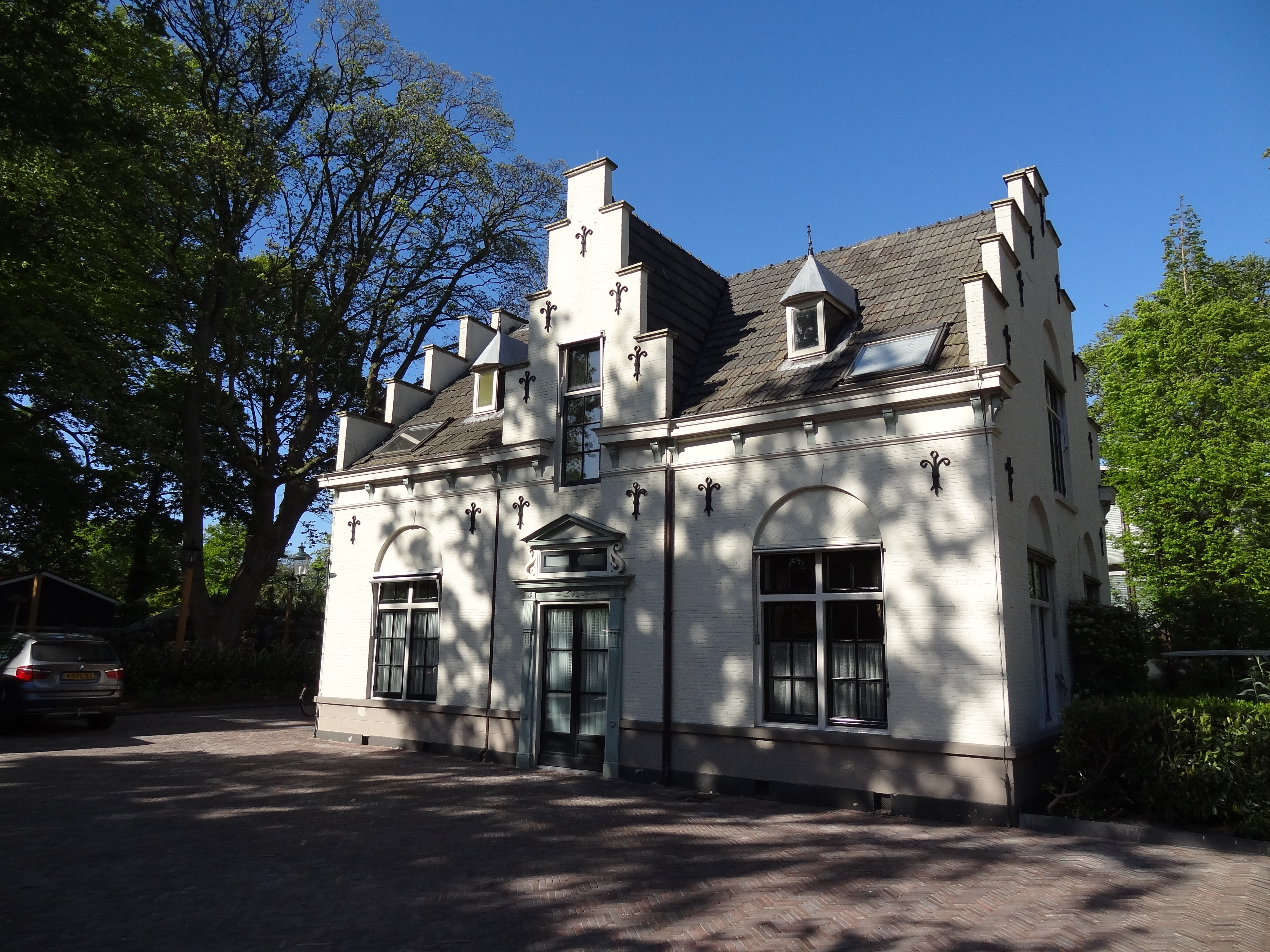
portierswoning, tegenwoordig kantoor
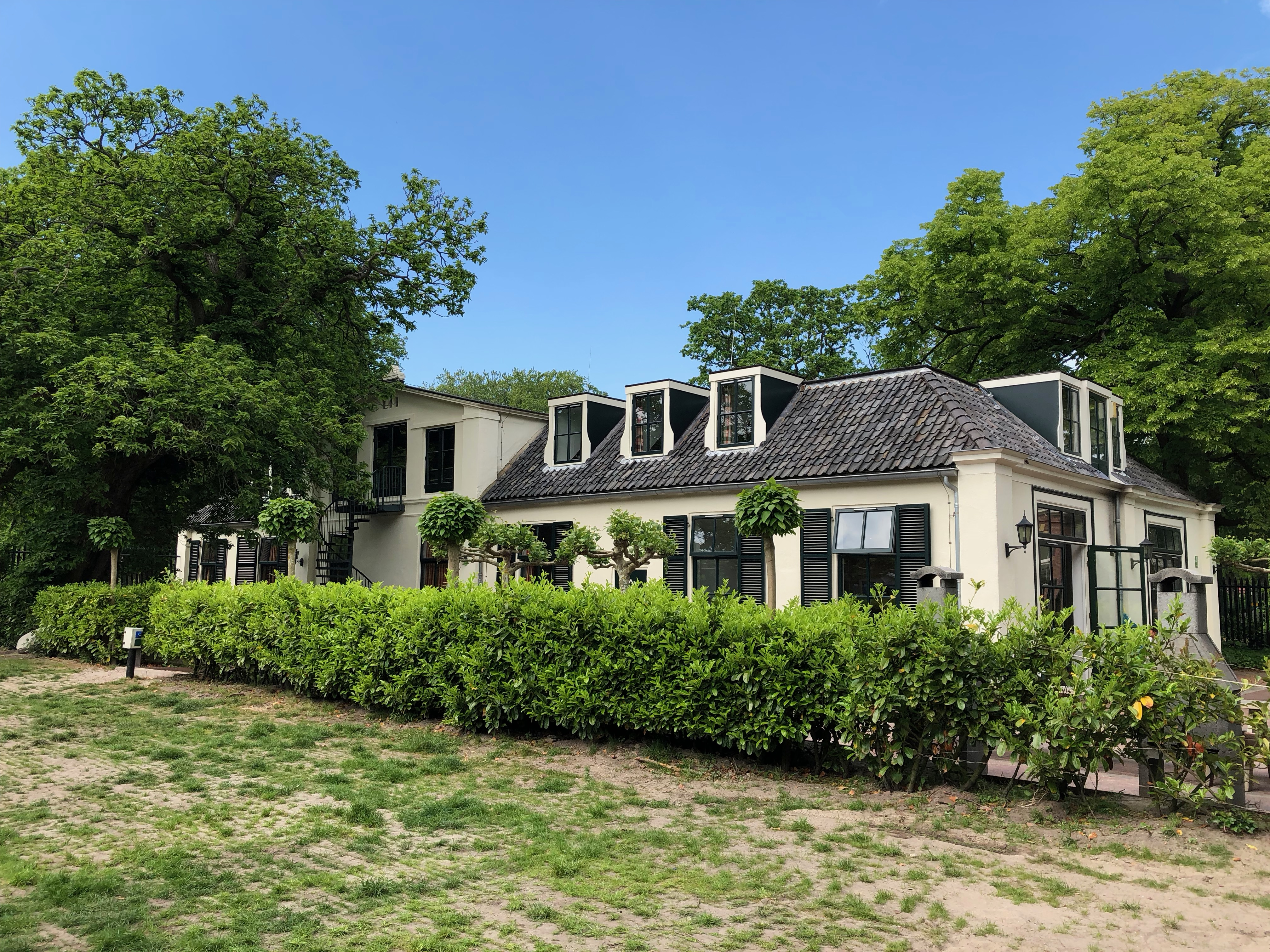
Koetshuis, tegenwoordig hostel
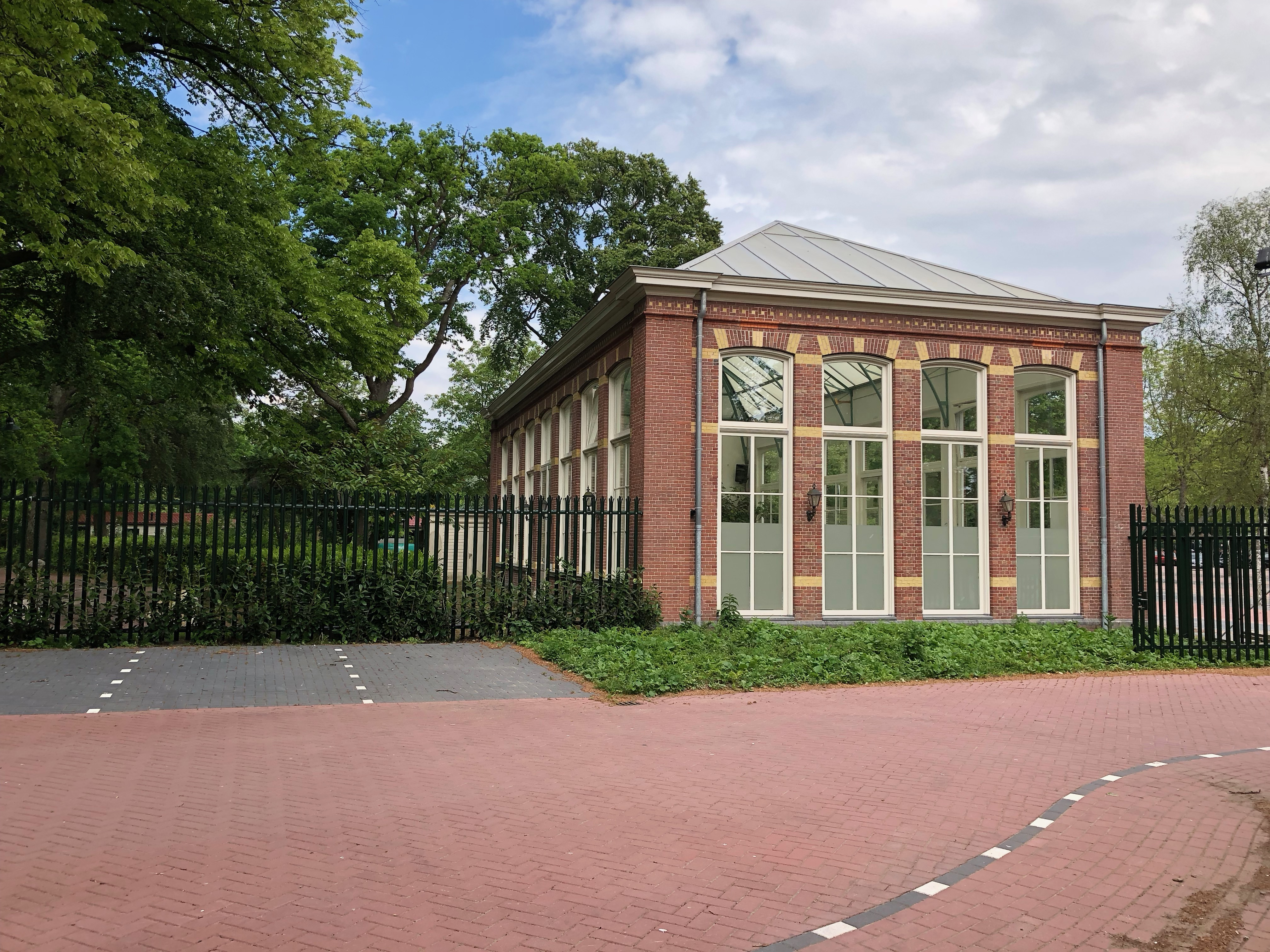
Oranjerie, opslag
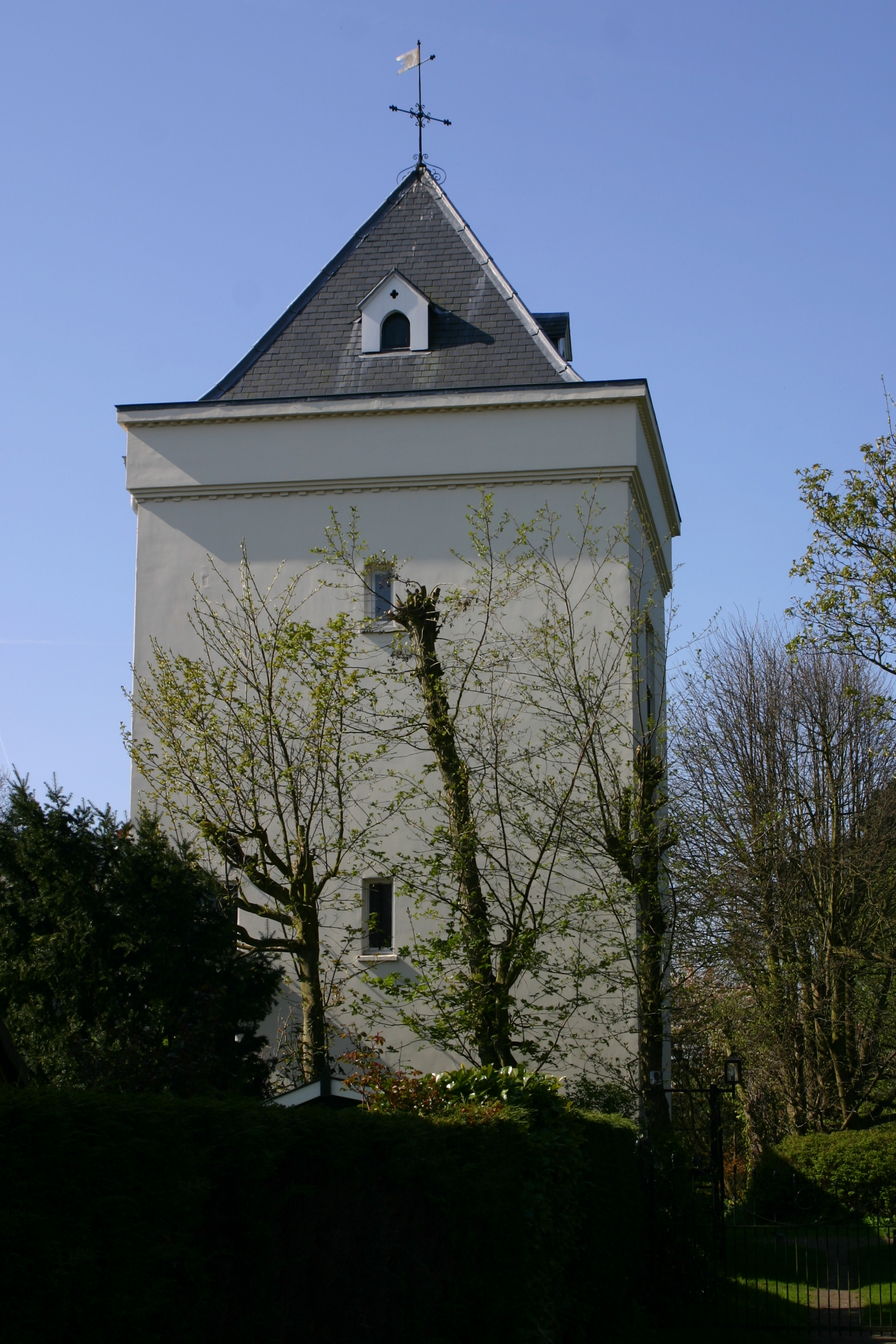
Bij Duinrell gebouwde donjon
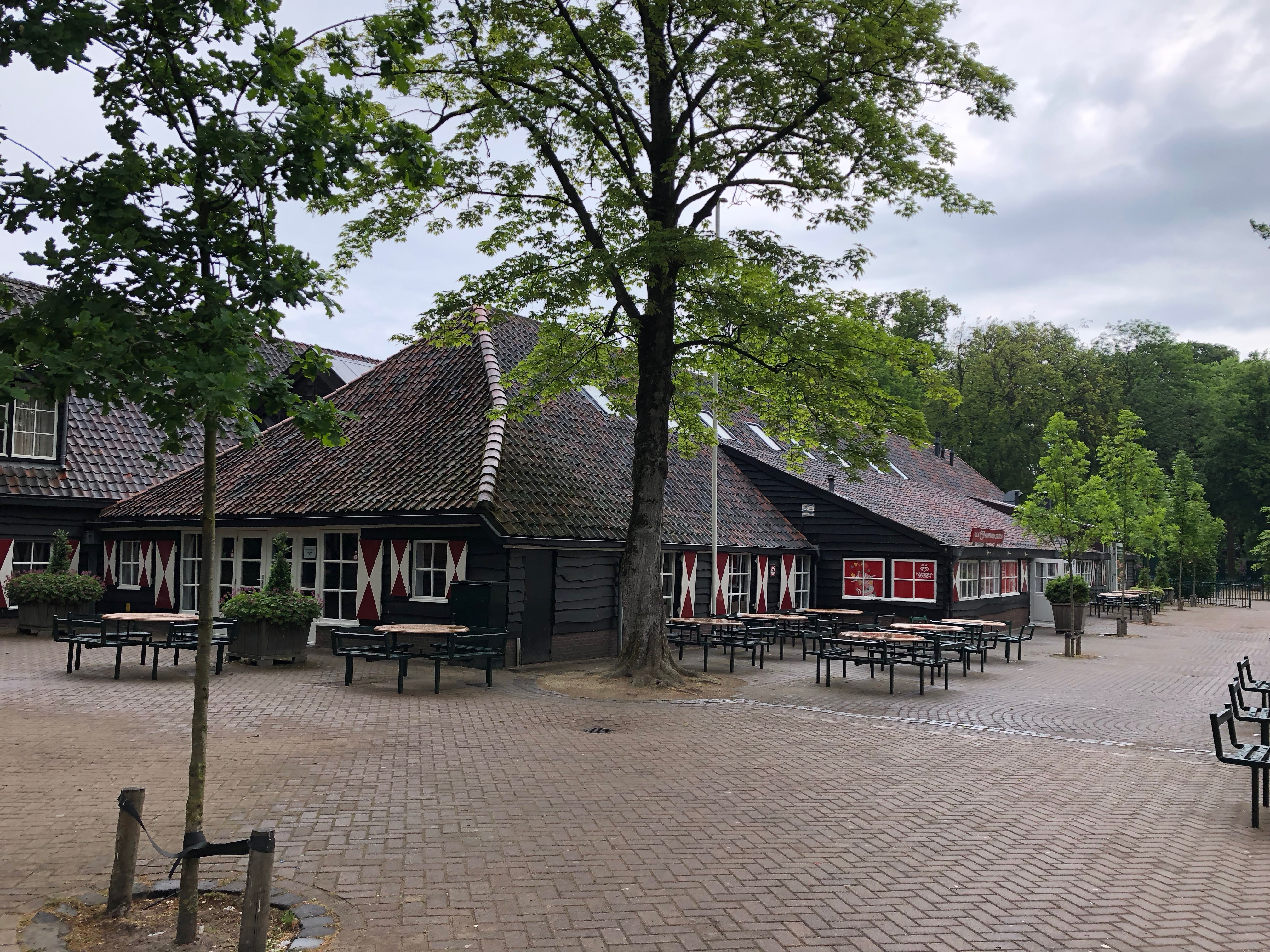
De in 1900 overgeplaatste schaapskooi